# Lin Rina

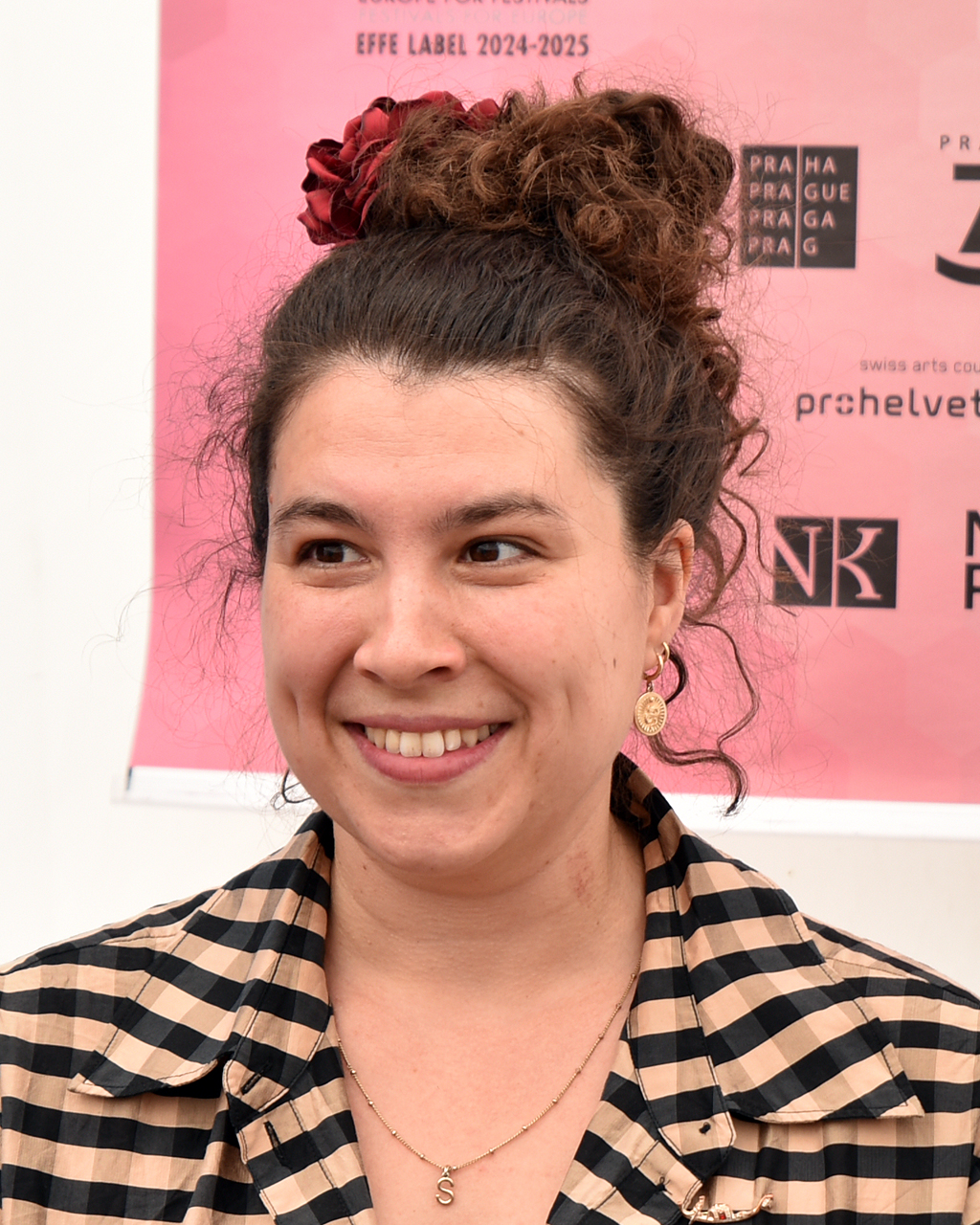
Lin Rina (2024)

Lin Rina (geboren am 1987 in Hagen, Nordrhein-Westfalen) ist eine deutsche Autorin und Illustratorin. Bekannt wurde sie durch ihren historischen Roman „Animant Crumbs Staubchronik“, der internationale Beliebtheit erreichte.
Ihre Bücher wurden bereits in fünf Sprachen übersetzt.

## Leben
Lin Rina wurde in Hagen geboren, wuchs jedoch hauptsächlich in Baden-Württemberg auf. Sie machte eine Ausbildung zur Designerin für Mode in Stuttgart und schloss ebenfalls als Damenschneidermeisterin ab.
2016 veröffentlichte sie ihren ersten Roman und schreibt seit 2018 hauptberuflich.
2023 outete sie sich öffentlich als lesbisch.
Seit 2022 ist sie mit der Autorin Sarah Adler liiert. Sie leben mit zwei Töchtern und Hund im Schwarzwald.

## Bibliographie
- Vintage Girl (2016 Ullstein Forever[7]) ISBN 978-3-95818-075-8
- Animant Crumbs Staubchronik[8] (2017 Drachenmond Verlag[9]) ISBN 978-3-95991-393-5
- Vom Wind geküsst (2018 Zeilengold Verlag) ISBN 978-3-946955-06-1
  - Vom Wind geküsst[10] (2020 Drachenmond Verlag) ISBN 978-3-95991-366-9
- Khaos – touching soul[11] (2018 Drachenmond Verlag) ISBN 978-3-95991-421-5
- Animants Welt – Ein Buch über Staubchronik[12] (2019 Drachenmond Verlag) ISBN 978-3-95991-813-8
- Der bestrafte Ehrgeiz des Mondes. Durch Eiswüsten und Flammenmeere: Eine märchenhafte Anthologie[13] - Christian Handel (2019 Drachenmond Verlag) ISBN 978-3-95991-872-5
- Limea – Innerer Sturm[14] (2019 Drachenmond Verlag) ISBN 978-3-95991-274-7
- Gemmas Gedanken[15] (2020 Drachenmond Verlag) ISBN 978-3-95991-364-5
- Animant Crumbs Staubchronik (Hardcover)[16] (2020 Drachenmond Verlag) ISBN 978-3-95991-393-5
- Animants Welt – Ein Buch über Staubchronik (Hardcover)[17] (2020 Drachenmond Verlag) ISBN 978-3-95991-394-2
- Elisa Hemmiltons Kofferkrimi[18] (2021 Drachenmond Verlag) ISBN 978-3-9599-1397-3
- You found me in Paris[19] (2024 Droemer Knaur Verlag) ISBN 978-3-426-44692-8

## Preise
- 2018: LovelyBooks Leserpreis[20] Bester Fantasyroman (1. Platz: Lin Rina, Animant Crumbs Staubchronik)
- 2018: Skoutz-Award Bestes History-Buch[21] (1. Platz: Lin Rina Animant Crumbs Staubchronik)
- 2018: Platz 15 der Science-Fiction- und Fantasy-Bestseller-Liste im Börsenblatt für Animant Crumbs Staubchronik[22] (Januar bis April 2018)
- 2018: Platz 7 der Belletristik-Independent-Bestseller-Liste[23] im Börsenplatz für Animant Crumbs Staubchronik (März bis August 2018)
- 2020: Humbook Award, 1. Platz in Jugendbuch Romantik[24]
- 2022: LovelyBooks Community Award[25] Bester Krimi & Thriller (2. Platz: Lin Rina, Elisa Hemmiltons Kofferkrimi)